# Catedral de la Asunción de María (Krk)
La Catedral de la Asunción de María o simplemente Catedral de Krk (en croata: Katedrala Uznesenja Blažene Djevice Marije) es una catedral en la ciudad de Krk en la isla de Krk al norte del Adriático, en Croacia. Es la sede de la Diócesis de Krk. La iglesia fue construida en el siglo V o VI, pero la evidencia arqueológica sugiere que el sitio fue utilizado por los cristianos ya en el siglo IV.
La catedral está situada debajo de la colina de la ciudad de Krk. La primera mención documentada de la iglesia data de 1186. Se trata de una basílica paleocristiana de tres naves que forma parte de un complejo más grande, junto con la Iglesia románica de San Quirino (siglo XII) y el campanario (siglo XVI), la capilla de Santa Bárbara, un baptisterio paleocristiano y un ábside. Como es común con otras iglesias de la misma época, está orientada al este / oeste, con su fachada que da a la calle que pasa por la ciudad de Krk en la dirección norte / sur. La iglesia es de 40 metros de longitud y su anchura interior es de 5,14 m (48 pies).
Durante varias excavaciones arqueológicas entre 1956 y 1963 dirigidas por Andro de Mohorovičić se descubrieron las ruinas de una antigua Terma romana que data del siglo I. Restos de un hipocausto y un tepidarium con un piso de baldosas de mosaico conservado fueron descubiertos. No se han encontrado piezas de mosaico grandes desgastadas, lo que sugiere que el sitio pudo haber sido utilizado para las misas cristianas ya en el siglo cuarto, antes de que la catedral fuese construida.

## Véase también

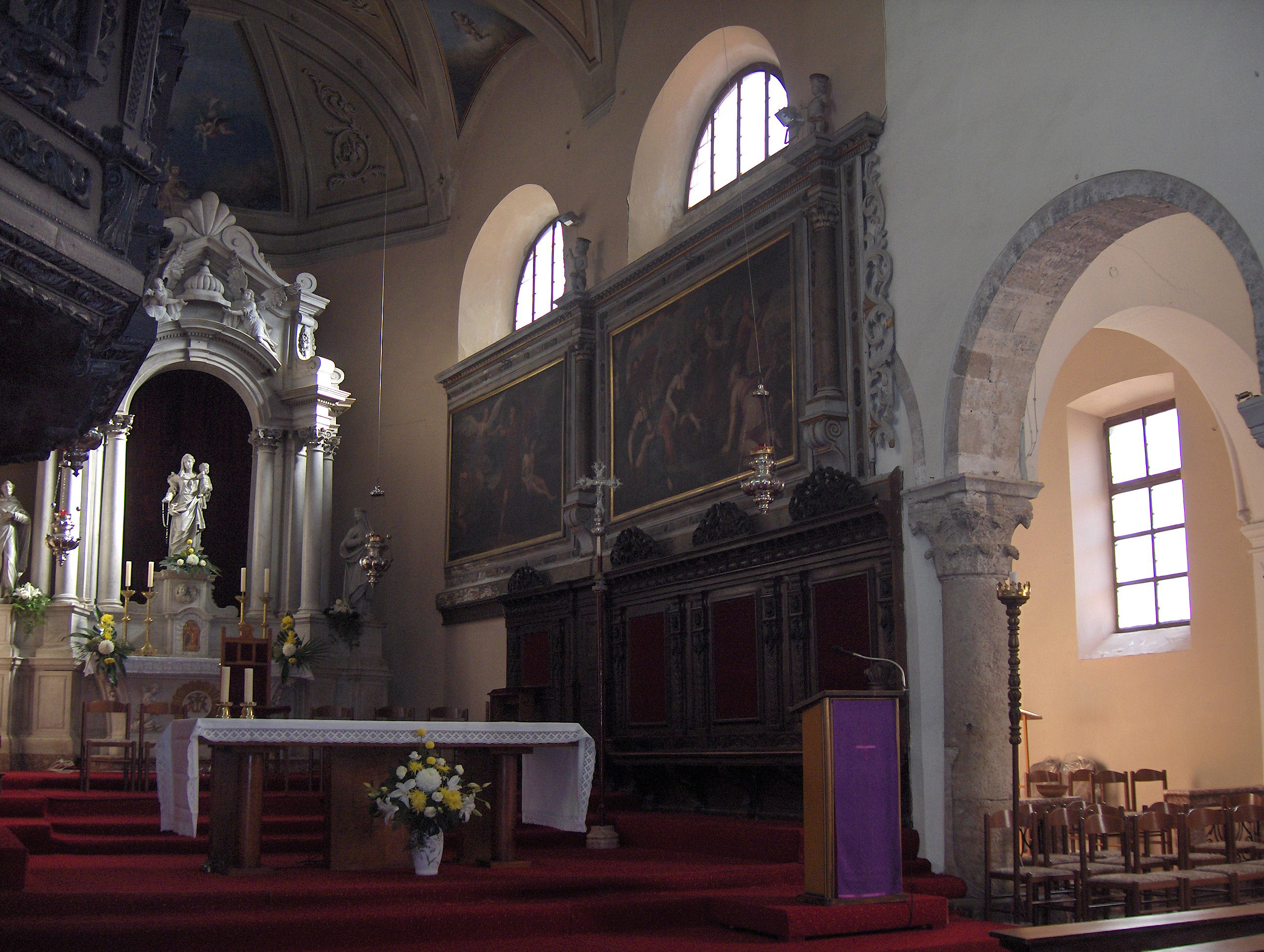
Vista interna